# 非線形生物学
非線形生物学（ひせんけいせいぶつがく）とは、非線型科学の一部門で、分子から種集団までをカバーする学問分野。数理生物学と重なる部分が多いが、モデルの非線型性を積極的に強調するところが特徴と言えるだろう。
先行研究として、アラン・チューリングによる反応拡散モデルによる形態形成の理論や、ホジキンとハックスレーによる活動電位のモデルなどを挙げることができる。また、システム神経科学に分類される非線型ネットワークモデルによる膨大な蓄積も非線型科学に分類することが可能だろう。
大野克嗣らによって提案されている非線型科学の一般的な方法論、たとえば現象論や繰り込みなどを意識的に生物学の諸問題に適用することが、現時点でのこの分野の課題だが、実験と理論との溝が深いために日本ではまだこれといった成功例はない。